# George Gaylord Simpson
George Gaylord Simpson (ur. 16 czerwca 1902, zm. 6 października 1984) — amerykański paleontolog, specjalista od wymarłych ssaków oraz ich wędrówek między kontynentami.
Simpson wniósł ogromny wkład w rozwój syntetycznej teorii ewolucji, kładąc podwaliny pod biologię XX wieku. Był profesorem zoologii na Columbia University oraz pracował jako kustosz w Departamencie Geologii i Paleontologii Amerykańskiego Muzeum Historii Naturalnej (ang. American Museum of Natural History) od roku 1945 do 1959, a potem w Muzeum Zoologii Porównawczej w Harvard University od roku 1959 do 1970. Był pierwszym prezesem Society for the Study of Evolution.
Jego najważniejsze publikacje to Tempo and Mode in Evolution z roku 1944 oraz Principles of Classification and a Classification of Mammals z roku 1945.